# 옴부 에르데니 칸
옴부 에르데니 칸(鄂木布 額尔德尼汗, 俄木布 額爾德尼汗) 혹은 옴부 에르데니 콩타이지(鄂木布額尔德尼 琿台吉, 俄木布 額爾德尼 琿台吉, ? ~ 1657년)는 몽골 외할하부의 중서부에 있던 코토고이드부의 알탄 칸(재위:1623년/1627년 ~ 1652년)이었다. 할하부의 알탄 칸 슈루이 우바시 콩타이지의 아들이다. 루브장 또는 린첸 사이안 콩타이지로도 불린다. 별칭은 황금 법륜을 굴리는 자이다.

## 생애
북원의 대칸 다얀 카안의 5대손이다. 외할하부의 보르지긴 통치자 게레센제 잘라이르의 현손으로, 그의 장남 아시카이 다르칸 콩타이지의 증손이며, 알탄칸부의 창시자 슈루이 우바시 콩타이지의 아들이다. 1623년 아버지 슈루이 우바시 콩타이지가 살해되자, 코토고이드부의 알탄 칸위를 계승했다. 일설에는 1627년에 계승했다는 설도 있다. 
1631년 10월 러시아 제국의 톰스크의 사령관에게 사자를 보내, 차하르부의 칸의 사람들에게 공격을 받고 원래의 목초지에서 쫓겨나 헴치크강으로 오게 되었다며, 러시아 제국의 차르에게 보호를 요청하였다. 1634년 12월 북원의 대칸이자 차하르부의 칸 링단 칸의 사망 소식을 접하고, 황금 법륜을 굴리는 자(алтан хүрднийг эргүүлэгч) 에르데니 칸이라 선언하고 칸을 자처하였다. 1635년 러시아 제국에 사자를 보내, 자신의 가족과 친척을 보호해주는 대가로 충성을 맹세하였다. 1652년 아들 에르친 롭상 타이지에게 칸의 지위를 넘겨주었다.

## 같이 보기
- 코토고이드부
- 알탄 칸
- 자사그투칸부
- 할하부

## 참고 자료
- Шастина Н. П. Алтын-ханы Западной Монголии в XVII в. //Советское востоковедение, VI. — М.-Л., 1949
- Бахрушин С. В. Енисейские киргизы в XVII в. // Бахрушин С. В. Научные труды. — М.: Изд-во АН СССР, 1955. Т. 3
- Чимитдоржиев Ш. Б. Россия и Монголия. — М., 1987
- Golman M.I. Materials on the history of Mongolia in the XVIIth century in Russian Archives //International association for Mongol Studies (Bulletin), 1 (5). Ulaanbaatar, 1990.

| 전임 슈루이 우바시 콩타이지 | 제2대 몽골 코토고이드부의 콩타이지 외할하부의 알탄 칸 1623년 - 1652년 1635년 - 1652년 | 후임 에린친 롭상 콩타이지 |